# Athanasios Abadir
Athanasios Abadir (ur. 18 sierpnia 1922 w Al-Kusijja, zm. 25 maja 1992) – egipski duchowny kościoła katolickiego obrządku koptyjskiego, w latach 1982–1992 eparcha Ismailia.

## Życiorys
Urodził się 18 sierpnia 1922.
Święcenia kapłańskie otrzymał 8 lipca 1950. 18 maja 1976 został mianowany biskupem pomocniczym Aleksandrii i biskupem tytularnym Appia. Sakry biskupiej udzielił mu 26 września 1976 kardynał Stefan I. 17 grudnia 1982 został mianowany eparchą Ismailia. Zmarł 15 maja 1992.